# Triepeolus rugosus
Triepeolus rugosus là một loài Hymenoptera trong họ Apidae. Loài này được Mitchell mô tả khoa học năm 1962.